# Ady Endre Diákkör
Koordináták: é. sz. 50° 05′ 05″, k. h. 14° 25′ 18″50.084753°N 14.421722°E
Az Ady Endre Diákkör (rövidítve AED) a Prágában tanuló magyar egyetemisták diákszervezete. A csehországi és szlovákiai magyar diákszervezeteket összefogó Diákhálózat tagszervezete. 1957 óta működik, ezzel a legrégebbi felvidéki magyar egyetemistákat képviselő szervezet, központja Prága belvárosában, a Jindřišská 973/30 szám található.

## Története
Prágában már az első Csehszlovák Köztársaság idején tevékeny magyar kulturális élet folyt. A magyar diákok részére külön menza és kollégium működött. A diákok a Szent-György Körbe tömörültek. A II. világháború alatt és az azt követő évek során ez a szervezett élet lehetetlenné vált, szinte teljesen megszűnt. A nemzetiségi politika fokozatos változása az 50-es években lassan lehetővé tette a magyar diákok csoportba szerveződését. Az eleinte szórványosan, később rendszeresen összejáró egyetemisták 1957-ben vették fel az Ady Endre Diákkör nevet, és azóta ez a kör folyamatosan működik. Több neves tudós, művész, tanár, mérnök, politikus került ki az AED tagjai közül.
2020-ban több mint 30 aktív és számtalan passzív tagja van a diákkörnek. Csehszlovákia szétválása súlyos érvágást jelentett az AED számára, mivel a Szlovákiából érkezők számára bevezették a tandíj-kötelezettséget. Később a Csehország és Szlovákia között létrejött oktatási egyezménynek és a tandíj eltörlésének köszönhetően a prágai egyetemek újra vonzóvá váltak a magyar kisebbség számára.

## Kulturális tevékenysége
A diákkör rendszeresen szervez nem csak tagjai, de az összes magyar vagy akár nem magyar érdeklődő számára különböző kulturális programot vagy más szabadidős tevékenységet Prágában. A legismertebb esemény a három napig tartó Márciusi Mulatságok, ahol már gyakran a diákhálózat összes tagja mellett más neves és külföldi szervezet is képviselteti magát. . 1969–1975 között Homokóra címmel időszakos irodalmi folyóiratot adott ki. 1994 óta jelenik meg Knédli néven a szervezet időszakos lapja.
- Az Áprilisi Kulturális Napok (AKNA) egy egész hónap különböző kulturális programjait összefoglaló esemény, ahol minden héten akár több rendezvény is lebonyolításra kerül. Többek között a néptáncest, műveltségi vetélkedő, úti beszámoló, esetleg kisebb koncertek és még sok más.
- Természetesen a mozgás is fontos része a diákéletnek, ezért is kerül minden évben megrendezésre a RIMET focibajnokság, ahol minden csapat a kupáért versenyez (de a sörért és a finom ennivalóért jön). Továbbá már hagyományossá vált a squash- és a csocsóbajnokság is. Ezen felül számos sörözés és a hírhedt sörszlalom is gazdagítja az egész éves programot.

Az AED történelme folyamán tagjai számos dologgal pezsdítették fel a diákéletet. Említést érdemel a Knédli című lap vagy a Jutott neki zenekar, amelyek manapság már nem működnek. 1975-ben alakult a Nyitnikék néptánccsoport, amely rövidebb szünet után 2003-ban újjá alakult, és napjainkban már külön szervezetként működik. Nyaranta megszervezésre kerül az AED tábor az aktív tagok számára. Egy Prágában tanuló magyar diák számára az első számú hely, ahol jó társaságban szórakozhat és hasznos információkhoz juthat, az Ady Endre Diákkör.

## Elnökei
Az Ady Endre Diákkör vezetőségét az elnök és három alelnök alkotja.
- Varga Levente (1957)
- Reiter József (1957)
- Bajnok István (1962)
- Duka Zólyomi Árpád (1965)
- Futó Endre (1967)
- Lacza Tihamér (1969)
- Kovács Tibor (1970)
- Balassa Zoltán (1970)
- Nátek István (1970)
- Szaló Béla (1971)
- Molnár Imre (1973)
- Merva László (1974)
- Salamon Lívia (1976)
- Simon János (1978)
- Seres Lajos (1980)
- Balázs Ferenc (1982)
- Lencsés Miklós (1985)
- Berta Miklós (1987)
- Badin Ádám (1988)
- Belák Csaba (1989)
- Tari Gábor (1991)
- Belák Attila (1993
- Pásztó Gábor (1994)
- Sülye Károly (1995)
- Puhalla Gábor (1996)
- Horkay László (1998)
- Ficzere Tamás (1999)
- Száraz Zoltán (2000)
- Héder Zoltán (2002)
- Tánczos Zsolt (2005)
- Orosz Örs (2007)
- Csémi Gábor (2008)
- Hostomský Károly (2009)
- Pathó Gábor (2010)
- Őszi Károly (2011)
- Folk Zsófia (2013)
- Václav Krisztina (2014)
- Erdélyi Ágnes (2016)
- Tari Dávid (2017)
- Ádám Sándor (2018)
- Václav Karolina (2019)
- Belák Dávid (2021)
- Belák Dávid (2022)
- Renczes Fanni (2023)
- Horváth Norbert (2024)